# Hyperphénylalaninémie
 (mars 2025).
Motif : Sources inexistantes ou détournées, sourçage par chatgpt ne correspondant pas au texte, mélange des différentes étiologies.
 Mise en garde médicale
L'hyperphénylalaninémie est une maladie impliquant des niveaux sanguins de l'acide aminé phénylalanine légèrement ou fortement élevés. Il en existe cinq type, dont les deux les plus fréquents sont dus à la phénylcétonurie (PCU), qui  peut provoquer une hyperphénylalaninémie sévère. Les concentrations de phénylalanine sont systématiquement contrôlées chez les nouveau-nés grâce au test de Guthrie, qui consiste à prélever quelques gouttes de sang au talon du nourrisson. Les concentrations standard de phénylalanine chez les personnes non affectées sont d'environ 2 à 6 mg/dl (120 à 360 μmol/L) ; les concentrations de phénylalanine chez les personnes atteintes d'hyperphénylalaninémie non traitée peuvent atteindre 20 mg/dl (1 200 μmol/L). Des déficits de QI mesurables sont fréquemment observés lorsque les niveaux de phénylalanine atteignent environ 6 mg/dL. Des symptômes similaires à ceux de la phénylcétonurie (PCU), tels que des retards de développement plus marqués, des irritations cutanées et des vomissements, peuvent survenir lorsque les taux de phénylalanine se rapprochent de 20 mg/dL (1 200 mol/L). La phénylcétonurie est un trouble métabolique héréditaire récessif, résultant de l'incapacité de l'organisme à convertir la phénylalanine en tyrosine, due à une absence totale ou partielle de l'enzyme phénylalanine hydroxylase.

## Symptômes et signes
Sans prise en charge précoce, des symptômes cliniques, principalement neurologiques, se manifestent entre deux et six mois. Ils incluent : convulsions, myoclonies, hypotonie axiale, hypertonie des membres, altération des réflexes, hypersalivation, difficultés à avaler, microcéphalie et retard psychomoteur significatif. Cette symptomatologie se détériore avec le temps, et la mort survient fréquemment avant l'âge de dix ans, en l'absence de traitement.

## Cause
Les individus porteurs du génotype de la PCU ne présentent pas de symptômes in utero, car la circulation maternelle empêche l'accumulation de phénylalanine. Après la naissance, la phénylcétonurie du nouveau-né est traitée par un régime alimentaire spécifique, avec des niveaux très limités de phénylalanine. Les personnes génétiquement prédisposées à la PCU peuvent suivre un développement mental normal grâce à ce régime. Autrefois, il était considéré comme sûr de cesser le régime à la fin de l'adolescence ou au début de la vingtaine, lorsque le système nerveux central était supposé être complètement développé. Cependant, des recherches récentes montrent un risque de rechute, ce qui conduit désormais à recommander un régime alimentaire continu, strictement limité en phénylalanine.
L'hyperphénylalaninémie peut survenir sans le génotype classique de la phénylcétonurie (PCU), principalement en raison de défauts dans le métabolisme de la tétrahydrobioptérine (BH4) ou des voies associées. Si la mère porte le génotype de la PCU mais qu'elle a été traitée de manière à ne présenter aucun symptôme, des niveaux élevés de phénylalanine dans sa circulation sanguine peuvent affecter le fœtus, même s'il ne présente pas de PCU. Il est donc recommandé que les mères ayant été traitées avec succès pour la PCU suivent un régime alimentaire limité en phénylalanine pendant leur grossesse.
Un petit sous-ensemble de patients atteints d'hyperphénylalaninémie présente une réduction appropriée des taux plasmatiques de phénylalanine avec une restriction alimentaire de cet acide aminé ; cependant, ces patients développent toujours des symptômes neurologiques progressifs et des crises et meurent généralement dans les deux premières années de vie (hyperphénylalaninémie « maligne »)[réf. nécessaire][source détournée]. Ces nourrissons présentent une activité enzymatique normale de la phénylalanine hydroxylase (PAH) mais présentent un déficit en dihydroptéridine réductase (DHPR), une enzyme nécessaire à la régénération de la tétrahydrobioptérine (THB ou BH 4), un cofacteur de la PAH.
Moins fréquemment, l’activité DHPR est normale mais un défaut dans la biosynthèse du THB existe. Dans les deux cas, la thérapie diététique corrige l’hyperphénylalaninémie. Cependant, le THB est également un cofacteur de deux autres réactions d'hydroxylation nécessaires à la synthèse des neurotransmetteurs dans le cerveau : l'hydroxylation du tryptophane en 5-hydroxytryptophane et de la tyrosine en L-dopa. Il a été suggéré que le déficit résultant de l’activité des neurotransmetteurs du SNC est, au moins en partie, responsable des manifestations neurologiques et du décès éventuel de ces patients. L'hyperphénylalaninémie est le plus souvent diagnostiquée par un dépistage néonatal et doit être distinguée de la PKU classique par des tests de confirmation dans un centre expérimenté. Certains cas chez des femmes adultes ont été détectés grâce à des programmes de dépistage maternel ou après la naissance d'enfants présentant des malformations congénitales. Des niveaux élevés de phénylalanine sont associés à des effets neuropsychologiques.

## Diagnostic
Le dépistage néonatal est une pratique obligatoire basée sur la mesure du taux élevé de phénylalanine dans le sang.
La spectrométrie de masse en tandem (MS/MS) est utilisée pour mesurer les niveaux de phénylalanine et de tyrosine dans les échantillons de sang séché. Un rapport phénylalanine/tyrosine dépassant un seuil spécifique peut indiquer une hyperphénylalaninémie (HPA).
La chromatographie liquide à haute performance (CLHP) quantifie les niveaux de phénylalanine et de tyrosine dans le sérum, facilitant ainsi le diagnostic confirmatoire et la surveillance biochimique de l'hyperphénylalaninémie (HPA).
Les tests génétiques moléculaires identifient les mutations du gène PAH (phénylalanine hydroxylase), confirmant ainsi le diagnostic de la phénylcétonurie (PCU), une forme courante d'hyperphénylalaninémie (HPA). Le séquençage ciblé à haut débit s'est avéré être une méthode efficace pour le diagnostic génétique différentiel.
L'évaluation des ptérines urinaires est proposée comme une méthode rapide pour reconnaître les variantes de l'hyperphénylalaninémie (HPA). Cela implique l'oxydation des ptérines par de l'iode dans des solutions acides et alcalines, suivie d'une chromatographie liquide à haute performance avec détection fluorimétrique.

## Traitement
Un régime pauvre en phénylalanine doit être instauré dans les premiers jours de vie pour tous les nouveau-nés dont les niveaux de phénylalanine sanguine dépassent 10 mg/dL (600 micromol/L). Le contrôle diététique doit maintenir les niveaux de phénylalanine entre 2 et 5 mg/dL (120 et 300 micromol/L) jusqu'à 10 ans. Par la suite, une relaxation progressive et contrôlée du régime est autorisée, en maintenant les niveaux en dessous de 15 mg/dL jusqu'à la fin de l'adolescence et en dessous de 20 mg/dL (1200 micromol/L) à l'âge adulte. Un suivi à vie est recommandé pour les femmes atteintes de PCU afin de prévenir la PCU maternelle.
Le chlorhydrate de sapropterine, un coenzyme naturel (6R-tétrahydrobioptérine) de la phénylalanine hydroxylase, a été approuvé pour le traitement de la déficience en tétrahydrobioptérine en 1992 au Japon, puis pour le traitement de l'hyperphénylalaninémie réactive à la tétrahydrobioptérine en 2007 aux États-Unis et en 2008 au Japon.

## Pronostic
Chez les individus non traités présentant une hyperphénylalaninémie (HPA), des niveaux élevés de phénylalanine peuvent entraîner des déficiences intellectuelles, des retards de développement et des troubles neurologiques. Une étude publiée dans Pediatric Research a révélé que les sujets non traités présentant une HPA légère avaient des résultats intellectuels normaux, suggérant qu'une gestion diététique précoce et efficace peut atténuer les déficits cognitifs.
Chez les femmes présentant une hyperphénylalaninémie maternelle, un contrôle métabolique insuffisant pendant la grossesse peut nuire au développement de l'enfant. Des recherches publiées dans le Journal of the American Medical Association ont indiqué que des retards de développement chez les enfants nés de mères atteintes de phénylcétonurie (PCU) étaient associés à un manque de contrôle métabolique maternel avant ou en début de grossesse.
L'hyperphénylalaninémie induite par le stress a été associée à de mauvais résultats chez les patients atteints de maladies cardiovasculaires. Une étude publiée dans Critical Care Medicine a souligné que des niveaux élevés de phénylalanine pendant le stress pouvaient prédire des issues défavorables, mettant en évidence l'importance de surveiller et de gérer les niveaux de phénylalanine chez les individus susceptibles.